# هاري عثمان
هاري عثمان (بالإنجليزية: Harry Osman)‏ (29 يناير 1911 في المملكة المتحدة - 17 ديسمبر 1998 ببالم بيتش في المملكة المتحدة) هو مدرب كرة قدم ولاعب كرة قدم بريطاني (وحمل سابقاً جنسية المملكة المتحدة لبريطانيا العظمى وأيرلندا) في مركز الوسط. لعب مع نادي بريستول سيتي ونادي بليموث أرجايل ونادي ساوثهامبتون ونادي ميلوول ونادي دارتفورد وWinchester City F.C. ‏ وكانتربري سيتي ‏ ونادي بول تاون.